# Sarangani (Davao Ocidental)
Sarangani é um município de  quarta classe de renda municipal (d) na província Davao Ocidental, nas Filipinas. De acordo com o censo de 1 de maio  de  2020 possui uma população de 22 515 pessoas e 5 718 domicílios.